# 메타랩스
메타랩스(metalabs)는 대한민국의 탈모 전문 의료 컨설팅 기업이다. 본사는 서울특별시 강남구 봉은사로29길 6-12에 위치해 있으며 대표이사는 하지성이다.
패션/헬스케어 사업을 영위하고 있다.
자회사로 메타에스앤씨, 메타케어, 메타프라임, 모모랩스, 모모부산, 모모대구를 가지고 있다.
2024년 의료 MRO 기업 에스메디의 경영권 지분 29.99%를 468억원에 인수하였다

## 사업
패션 부문보다는 헬스케어 쪽으로 사업을 크게 확대해나가고 있으며 탈모케어 전문 모모랩스를 자회사로 편입하였고 의약품·의료기기 유통기업인 메타케어(옛 에스메디) 경영권을 인수하였다

## 상장
2006년 12월 26일에 공모가 11,100원에 코스피 시장에 상장하였다.

## 계열사
- 메타에스앤씨
- 모모랩스
- 모모부산
- 모모대구
- 메타케어
- 메타프라임
- 아이겐코리아
- 테크랩스

## 참고문헌
1. ↑  류석, 메타랩스 이종우, 케어랩스 엑시트로 수백억 수익, 딜사이트, 2019년 3월 12일
2. ↑  메타랩스, 3분기 누적 매출 143억원… “모발이식 병원 전국 확장”, 조선비즈, 2023년 11월 15일
3. ↑  메타랩스, 하지성 신임 대표 선임...탈모 헬스케어 사업 박차, 중앙일보, 2023년 6월 8일
4. ↑  메타랩스, 대규모 유증·주식병합으로 분위기 전환 성공할까, 뉴스핌, 2022년 11월 23일
5. ↑  메타랩스, 3분기 누적 매출 143억원… “모발이식 병원 전국 확장”, 조선비즈, 2023년 11월 15일
6. ↑  강정아, 메타랩스, 메디컬 기업 에스메디 인수… 상한가 기록, 조선비즈, 2024년 6월 21일
7. ↑  메타랩스 "헬스케어 사업 확장, 체질개선", 더벨, 2024-11-20